# Frideczky Timót
Kaplati és csenedei Frideczky Timót Zsigmond Mihály (Kaplat, 1816. április 28. – Kaplat, 1899. május 7.) országgyűlési képviselő, Nyitra vármegyei al-, majd főispán, ügyvéd, aranysarkantyús vitéz.

## Élete
Édesapja Frideczky József volt nemesi testőr, tartományi biztos, édesanyja Kochanovszky Teréz. Testvérei Frideczky Barnabás (1813-1887) adótáros, 1848/49-es nemzetőr őrnagy, Jozefa Nepomucena Florentia Anna (1814), Terézia Erzsébet Szidónia Anna (1817), Ágnes Éva Emanuel Vincentia (1819) és Nepomucena Anna Katalin (1825). A Nyitrai Piarista Gimnáziumban tanult.
1848-ban a követválasztáson a galgóci választókerületben vereséget szenvedett Szidor Ferenc galgóci fakereskedővel szemben. A választáson verekedés tört ki, és az ügyet kivizsgálták, majd Szidor mandátumát megvonták.
1876-ban Csáky László főispán lemondásával főispánná nevezték ki. 1879-ben lemondott, helyére Majthényi László Hont vármegye főispánja került.
Felesége Neszter Jozefa (1832-1909), Gyermekei Gizella, György, Kálmán (1857-1902) királyi főmérnök, ifj. Timót (1861) főszolgabíró és a szakolcai kerület országgyűlési képviselője, Béla (1863-1910) Nyitra vármegyei főszolgabíró, Sarolta (1864-1949), Barna (1868-1928) és Jozefa (1870-1950).
Kaplati kastélyában értékes festményeket birtokolt. A Magyar Történelmi Társulat tagja, a Galgóci Takarékpénztár elnöke volt.